# 克里斯蒂安娜·克普克
克里斯蒂安娜·克普克（德語：Christiane Köpke，1956年8月24日—），旧姓克内奇（Knetsch），德国女子赛艇运动员。她曾代表东德参加1976年和1980年夏季奥林匹克运动会赛艇比赛，获得二枚金牌，均来自女子八人单桨有舵手项目。